# جزيرة ذو ثلاث
جزيرة ذو ثلاث أو جزيرة مرّاك هي إحدى الجزر الواقعة في أرخبيل فرسان في البحر الأحمر، وتتبع منطقة جازان جنوب غرب السعودية. تبلغ مساحة الجزيرة نحو 1 كم2 وتبعد عن الساحل بحوالي 44,10 ميل بحري. قام فريق بحثي من مركز الأبحاث البيئية بجامعة جازان بزيارة الجزيرة وذلك بناء على طلب من حرس الحدود في منطقة جازان، لدراسة حشرة «الهاموش» المسببة للالتهاب والحكة عند البشر، بالإضافة إلى تحديد المخاطر البيئية والصحية في الأماكن المخصصة للسباحة على شواطئها وشواطئ المنطقة كافة، والتي قام الفريق على إثرها بإعداد تقرير بالإضافة إلى طرح عدد من المقترحات لحل المشكلة.